# Beautiful James
Beautiful James is een nummer van de Britse band Placebo. Bandleden Stefan Olsdal en Brian Molko schreven het nummer. De bandleden namen samen met Adam Noble de productie voor hun rekening. In september 2021 werd het uitgebracht als eerste single voor het achtste studioalbum van de band, Never Let Me Go.

## Achtergrond
Voor Placebo was dit de eerste single in vijf jaar. Oorspronkelijk was het de bedoeling dat dit nummer Bad Piano zou gaan heten, maar tijdens het schrijfproces werd besloten de titel aan te passen. In een interview vertelde Molko dat luisteraars zelf een betekenis aan het nummer mogen geven: "Wie is James voor jou? En is James wel een man? Dit zijn vragen die ik niet ga beantwoorden, dit zijn vragen die ik wil dat mensen zichzelf stellen."

## Hitnoteringen
Beautiful James bereikte in geen enkel land de belangrijkste nationale hitlijsten. Wel stond het in de Verrukkelijke 15 op NPO Radio 2. In deze lijst stond het nummer acht weken genoteerd en als hoogste werd de tweede positie bereikt.